# Гуляев, Михаил Александрович
Михаил Александрович Гуляев (род. 26 апреля 2005, Новосибирск) — российский хоккеист, защитник. Мастер спорта России (2023).

## Биография
Начинал заниматься хоккеем в школе «Сибири», с 2019 года — в системе омского «Авангарда». В сезоне 2021/22 играл за команду МХЛ «Омские ястребы». В следующем сезоне, продолжая выступать в МХЛ, провёл 13 матчей за «Авангард» в КХЛ и 12 — за «Омские крылья» в ВХЛ. С сезона 2023/24 — игрок основного состава «Авангарда».
На драфте НХЛ 2023 года был выбран в 1-м раунде под общим 31-м номером клубом «Колорадо Эвеланш».
Победитель хоккейного турнира зимних юношеских Олимпийских игр 2020 года.

## Статистика
В КХЛ сыграл 89 матчей, забросил 6 шайб, сделал 10 передач, набрал 16 минут штрафа, показатель полезности «-3».
В ВХЛ сыграл 12 матчей, сделал 4 передачи, набрал 4 минуты штрафа, показатель полезности «+7».
В МХЛ сыграл 106 матчей, забросил 11 шайб, сделал 64 передачи, набрал 48 минут штрафа, показатель полезности «+42».